# Guaiaquil (São Tomé)
Guaiaquil é uma aldeia de São Tomé e Príncipe, localiza-se no Distrito de Caué, ilha de São Tomé, próxima às localidades de Santelmo e de Cruzeiro.